# Julio Camejo
Julio Antonio Sánchez González, conocido como Julio Camejo (La Habana, 29 de octubre de 1970), es un actor de telenovelas nacido en Cuba residente en México.

## Carrera artística

### Danza
Estudió en la Escuela Nacional de Arte y en la Escuela Superior de Arte.
Fue bailarín de danza moderna y clásica, acróbata, músico, entre otras cosas.
En México se integró a la comedia musical Fama. Tiempo después conoció a Thalía y fue invitado a participar como su bailarín principal. Olga Tañón y Celia Cruz también figuran en la amplia trayectoria artística de Julio. Pero un accidente en el talón lo incapacitó para poder continuar su carrera por lo que se vio obligado a cambiarla.

### Actuación
Estudió en el Centro de Educación Artística (CEA) de Televisa. Su experiencia rebasa estándares, ya que ganó el Premio Nacional de las Artes a la Mejor Actuación por la puesta en escena Solo y desnudo, misma que ha sido presentada en México, Colombia y otros países. 
Con Pedro Damián participó en Primer amor, a mil x hora. Después vinieron telenovelas como  Aventuras en el tiempo, ¡Vivan los niños!, De pocas, pocas pulgas y Clase 406. En 2003 inicia las grabaciones de la telenovela Amar otra vez, bajo la producción de Lucero Suárez, este melodrama se estrena en enero de 2004 en Estados Unidos y en mayo del mismo año en México. También ha hecho participaciones especiales en el programa Mujer, casos de la vida real. Poco después, en marzo de 2004, ingresa al lado de 14 jóvenes en la casa de Big Brother VIP.
En octubre de 2004 formó parte de la telenovela Rebelde, producción de Pedro Damián. Al año siguiente Contra viento y marea sería su siguiente telenovela, en la que interpretó al malvado Saúl Trejo (a) "Veneno", un melodrama del gran Nicandro Díaz en la que compartió roles junto con Marlene Favela y Sebastián Rulli. Otras de sus participaciones en telenovelas siguientes serían: Amar sin límites, Destilando amor y Tormenta en el paraíso.
Entre sus maestros se encuentran Patricia Reyes Spíndola en actuación, Claudio Lenk y Lauro Alvarado en voz, y Nora Manik en expresión corporal.[cita requerida]
Obtuvo el premio Yuri Manik por la obra Tragedia de un clown. 
Es el creador del concepto Dueto Mix,[cita requerida] mismo que fue promovido por Javier Vidal, director de Intermódel. Después de eso su carrera tuvo aún mayor auge, pues hizo teatro al lado de Gustavo Rojo y Lilia Michel. En Estados Unidos participó en el film Dark soul 101.

### Música
Entre sus particularidades, el canto también es algo que se le da con facilidad. En el año 2000 incursionó en este medio con la agrupación musical R-Boots, como telonero en conciertos de Los Tigres del Norte.
En 2010 interpretó los temas Mi niña bonita y Malo para el Soundtrack de la telenovela Niña de mi corazón.

## Trayectoria

### Telenovelas
- La mexicana y el güero (2020) - Mario Nava[1]
- Médicos, línea de vida (2019) - Aníbal[2]
- La taxista (2018-2019) - Rodrigo Monreal Castillo
- Hasta el fin del mundo (2014-2015) - Matías Escudero
- Amores verdaderos (2012-2013) - Leonardo Solís
- Niña de mi corazón (2010) - Jasón Bravo López
- Mañana es para siempre (2009) - Herminio
- Tormenta en el paraíso (2007-2008) - José Miguel Díaz Luna
- Destilando amor (2007) - Francisco de la Vega Chávez
- Amar sin límites (2006) - Paco Torres
- Contra viento y marea (2005) - Saúl Trejo "Veneno"
- Rebelde (2004) - Mauro Mansilla
- Amar otra vez (2003-2004) - Mateo Santillán Vidal
- De pocas, pocas pulgas (2003) - Noel
- Clase 406 (2002) - Douglas Cifuentes
- ¡Vivan los niños! (2002) - Científico
- Salomé (2001) - Abel
- Aventuras en el tiempo (2001) - Tony
- Primer amor a 1000 x hora (2000) - Pablo
- Tabú (1999)

### Programas
| Año  | Título                             | Rol                                 | Notas          |
| ---- | ---------------------------------- | ----------------------------------- | -------------- |
| 2004 | Big Brother VIP 3 Capítulo 1       | Participante                        | 6.º eliminado  |
| 2004 | El escándalo del mediodía          | Conductor                           |                |
| 2006 | Bailando por la boda de mis sueños | Participante                        | 12.º eliminado |
| 2017 | Bailadísimo                        | Juez                                |                |
| 2018 | Reto 4 elementos: Nada será igual  | Participante del Equipo Actores     | 19.º eliminado |
| 2022 | MTV RE$I$TIRÉ                      | Participante del Equipo Naranjo     | 1.º Eliminado  |
| 2022 | Inseparables: amor al límite 3     | Participante junto a Isabela Gutman | Subcampeones   |
| 2022 | MasterChef Celebrity México 2      | Participante                        | 3.º Eliminado  |
| 2023 | Reto 4 elementos: La Liga Extrema  | Participante                        | 14.º eliminado |
| 2023 | La Isla, Desafío en Turquía        | Participante del Equipo Rebeldes    |                |

### Cine
- Proyecto sexo (2008) - Benny
- Desnudos (2004) - Mariano

### Teatro
- Fuera de lugar (2017)[4]
- Perfume de Gardenia (2011) - Leo